# Lyø
Lyø oder Lyö ist eine eiförmige, max. 24 Meter hohe dänische Ostsee-Insel in der so genannten „Dänischen Südsee“, südlich von Fünen, etwa sieben Kilometer von Fåborg gelegen.

## Geschichte
Die Insel bildet ein eigenes Kirchspiel Lyø Sogn, das ursprünglich zur Harde Sallinge Herred im damaligen Svendborg Amt gehörte. Ab 1970 gehörte es zur Faaborg Kommune im Fyns Amt, die mit der Kommunalreform zum 1. Januar 2007 in der Faaborg-Midtfyn Kommune in der Region Syddanmark aufgegangen ist. Lyø gehört zum Verband dänischer Kleininseln.
Auf der 6,05 km² großen Insel wohnen 81 Bewohner (1. Januar 2023).

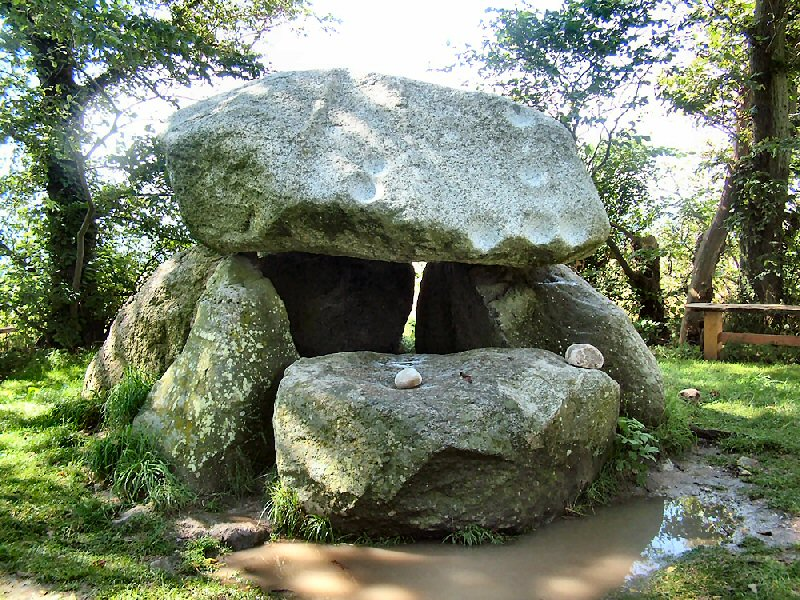
Die Klokkestenen

1223 wurde hier der dänische König Waldemar II. (Sejr) und sein Sohn vom Grafen Heinrich von Schwerin gefangen genommen und in den Waldemarturm der Burg Dannenberg verbracht.

## Lyø By
Auf Lyø gibt es nur einen zentral gelegenen Ort, der Lyø (oder Lyø By) heißt. Er ist mit seinen fünf Dorfteichen eines der schönsten Dörfer Dänemarks, in dem mundgeblasene Fensterscheiben und Holzschlösser in den Türen zu sehen sind. Um die Kirche herum liegt der einzige erhaltene Rundfriedhof Dänemarks. Die Kirche hat wie mehrere der südfünischen Landkirchen Treppengiebel an Chor, Karnhaus und Kirchturm.

## Mühle von Lyø
Die Mühle von Lyø liegt auf dem höchsten Punkt der Insel. Viele Jahre stand an dieser Stelle eine alte Bockmühle (1821–1876), sie stand vorher in Fåborg und davor auf Ærø. 1876 wurde sie abgerissen und durch die heutige Holländermühle ersetzt. Die Mühle ist im privaten Besitz und wird als Wohnhaus genutzt.

## Sehenswürdigkeiten
Typisch sind von Kopfweiden gesäumte Wander- und Radwege. Lyø bietet Wander- und Radfahrmöglichkeiten sowie relativ einsame Badestrände. Der zwei Kilometer vom Ort entfernt liegende Hafen ist ein beliebter Treffpunkt für Segler. Am flachen aufgespülten Nordstrand (dem Riff oder Revet) liegt „Anes Kiste“, einer der größten Findlinge Dänemarks, um den sich eine alte Sage spinnt. Auf der Insel liegen die Runddysser Bøjeshøj und Vesterryds Høj, der Klokkestenen von Lyø sowie Kong Lavses Grav und im Osten der Store Stenshøj, fünf vorzeitliche Megalithanlagen der Trichterbecherkultur (TBK). Der höchste Punkt liegt 24 Meter über NN.

## Verkehr
Es gibt eine Fährverbindung nach Fåborg über Avernakø.